# 台灣美食展

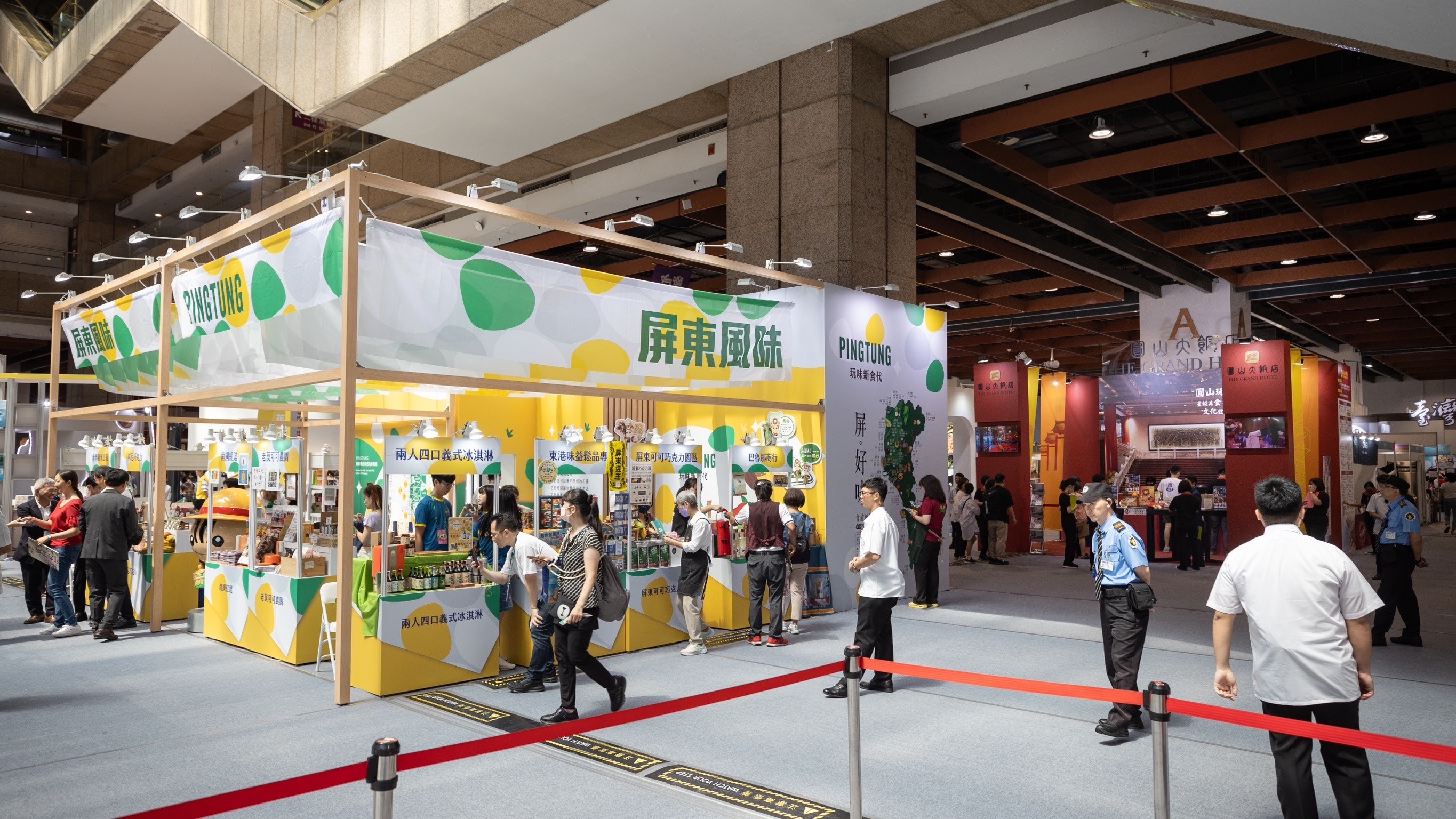
2024年台灣美食展

台灣美食展（英語：Taiwan Culinary Exhibition）為台灣觀光協會每年固定在台北世貿中心舉辦的美食暨旅遊展覽，由中華民國交通部觀光署指導，並且邀請多家餐飲與觀光飯店業者展出，展現美食相關成果。
1989年，交通部觀光局（現交通部觀光署）創立台灣美食展。目前台灣美食展已成為亞洲知名的美食產業展覽，與每年六月由外貿協會舉辦的台北國際食品五展導向與對象皆不同，進而受到一般消費者的偏好。
2013年，因為交通部觀光局察覺當時展覽的舉辦有活動設計上的瑕疵，而以「了無新意」的理由將台灣美食展停辦，當年改以「台灣美食系列活動」為名進行推廣。
2014年，台灣米其林廚師學會、中華美食交流協會及展昭國際企業合辦「台灣國際美食展」，以「追隨總鋪師尋找新台灣料理」為主題，同時舉辦「世界廚藝邀請賽」、「廚藝教室」、「觀光列車主題館」等活動內容，獲得交通部觀光局、經濟部國際貿易局同意擔任指導單位並給予經費補助。
由於2014年民間協力策展台灣國際美食展獲得的成功，2015年7月17─20日，交通部觀光局與台灣觀光協會再度合作，重新於原展覽地（台北世貿中心展覽一館A、D區）復辦台灣美食展。

## 相關展覽
- 台北國際食品五展（外貿協會主辦，以產業外銷為主）
- 高雄國際食品展（外貿協會主辦，以產業外銷為主）

## 外部連結
- 官方網站 （页面存档备份，存于）